# Beaumont-sur-Grosne
Beaumont-sur-Grosne település Franciaországban, Saône-et-Loire megyében. Lakosainak száma 333 fő (2022. január 1.). Beaumont-sur-Grosne Saint-Ambreuil, Laives, Saint-Cyr és Sennecey-le-Grand községekkel határos.

## Népesség
A település népességének változása:
| Lakosok száma | 340  | 348  | 351  | 347  | 342  | 337  | 332  | 333  | 333  |
|               | 2013 | 2015 | 2016 | 2017 | 2018 | 2019 | 2020 | 2021 | 2022 |